# سیدی قداد
سیدی قداد یک منطقهٔ مسکونی در سوریه است که در دمشق واقع شده‌است.